# Claude-Michel Schönberg
Claude-Michel Schönberg (Vannes, 1944. július 6. –) francia producer, színész, énekes, dalszerző és zenés színházi zeneszerző, aki leginkább az Alain Boublil szövegíróval folytatott együttműködéséről ismert. Főbb művei közé tartozik a La Révolution Française (1973), A nyomorultak (1980), a Miss Saigon (1989), a Martin Guerre (1996), A kalózkirálynő (2006) és a Marguerite (2008).

## Életpályája

### Kezdetek
Schönberg Adolf (1903–1958) és Nádas Júlia (1902–1981) gyermekeként született zsidó családban. Apja orgonajavító, anyja zongorahangoló volt. Szülei a második világháborút megelőzően elhagyták Magyarországot és Franciaországban telepedtek le. A háború alatt hamis anyakönyvi kivonatokkal segítette őket a Vannes-ben működő francia ellenállás.
Pályáját lemezproducerként és énekesként kezdte. A legtöbb zenét a La Révolution Française című francia musical és rockoperához, Franciaország első rockoperájához írta 1973-ban. Abban az évben ő játszotta XVI. Lajos francia király szerepét az előadásban.
1974-ben megírta a Le Premier Pas című dalt, amely abban az évben listavezető lett Franciaországban, több mint egymillió példányban kelt el. A Le Premier Pas producere Franck Pourcel volt. Ugyanebben az évben írta meg a Waterloo című ABBA dal francia verzióját, amelyet az együttes is rögzített.
Ezután készített egy albumot, amelyen saját szerzeményeit énekelte. 1978-ban a musicaleknek szentelte figyelmét, amikor Alain Boublillel közösen kitalálták Victor Hugo A nyomorultak című művének színpadi musicalváltozatát. A musical 1985-ben és 1987-ben Londonban és a Broadwayn is bemutatkozott, mindkét esetben nagy sikert aratva. A Broadway produkciót 1987-ben tizenkét Tony-díjra jelölték, melyek közül nyolcat nyert el, köztük a legjobb musical és a legjobb eredeti zene díját.
1989-ben Boublilel közösen színpadra vitték a Miss Saigon című musicalt Londonban, melynek főszereplői Lea Salonga és Jonathan Pryce voltak. A Broadwayre való áttérés során a show megdöntötte az elővételes jegyeladásokat, és 24 millió dollárt keresett az 1991. április 11-i premier előtt. A show-t tíz Tony-díjra jelölték, köztük a legjobb musical és a legjobb eredeti zenei díját.
1997-ben mutatták be Schönberg és Boublil új musicalét, a Martin Guerre-t a londoni Prince Edward Színházban. A musical 1997-ben elnyerte a Laurence Olivier-díjat, majd turnéra indult az Egyesült Királyságban és az Amerikai Egyesült Államokban.

### 2000-től napjainkig
2001-ben komponálta első balettzenéjét Wuthering Heights címmel. Ezt a produkciót az Egyesült Királyság Northern Ballet Theatre társulata adta elő 2002 szeptemberében.
Schönberg következő projektje Boublillal A kalózkirálynő című musical volt, amely a 16. századi ír kalóz, törzsfőnök és kalandornő, Grace O'Malley életét meséli el. A Kalózkirálynő 2006. november 26-án fejezte be a nyolchetes Broadway előtti próbatételt a chicagói Cadillac Palace Theatre-ben. A Broadway premiert 2007. április 5-én tartották. A Miss Saigon társszövegírója, Richard Maltby Jr. Boublillal dolgozott a könyv és a dalszövegek átdolgozásán, Graciela Daniele pedig a musical koreográfiáján.
A nyomorultak 2005. október 8-án ünnepelte fennállásának huszadik évfordulóját Londonban. A Broadway produkció 2003. május 18-án zárult le, így a Macskák és Az operaház fantomja után a harmadik leghosszabb ideig futó Broadway musical lett. Schönberg felügyelte A nyomorultak című produkciót, amely 2006. november 9-én tért vissza a Broadwayre, egy eredetileg hat hónapon át tartó előadás-sorozatra a Broadhurst Theatre-ben, bár később meghosszabbították a műsort.
Schönberg Marguerite című művéhez a zenét Michel Legrand szerezte, míg a szöveg Herbert Kretzmerhez kötődik. A darab a második világháború idején, a megszállt Párizsban játszódik és történetét Alexandre Dumas A kaméliás hölgy című romantikus regénye ihlette.
2011-ben elkészítette a Kleopátra című balett zenéjét a leedsi Northern Ballet számára. A koreográfiát a balett művészeti vezetője, David Nixon készítette.
A nyomorultak 2012-es filmváltozatának Suddenly című daláért jelölték a 70. Golden Globe-díjátadón a legjobb eredeti dal kategóriájában, és ugyanebben a kategóriában szintén jelölést kapott a 85. Oscar-gálán.

## Díjai, elismerései
- Tony-díj (1987)[15]
- A Művészeti és Irodalmi Rend tisztje (2016)[16]
- Becsületrend (2024)

## Fordítás
- Ez a szócikk részben vagy egészben  a   Claude-Michel Schönberg című angol Wikipédia-szócikk ezen változatának fordításán alapul.  Az eredeti cikk szerkesztőit annak laptörténete sorolja fel. Ez a jelzés csupán a megfogalmazás eredetét és a szerzői jogokat jelzi, nem szolgál a cikkben szereplő információk forrásmegjelöléseként.